# Choi Hong-hi
Pour les articles homonymes, voir Choi.
Dans ce nom coréen, le nom de famille, Choi, précède le nom personnel.
Choi Hong-hi, né le 9 novembre 1918 et mort le 15 juin 2002, est un général sud-coréen, principalement connu en tant que fondateur de l'International Taekwon-Do Federation (ITF).
C'est une figure controversée de l'histoire du taekwondo. Considéré comme le fondateur du taekwondo par les dirigeants de l'ITF, il est cependant relégué à un rôle plus secondaire, voire néfaste, dans l’histoire de la discipline telle que rapportée par des membres d'organisations rivales, comme la WTF.